# Vingåkerspartiet
Vingåkerspartiet (ViP) är ett lokalt politiskt parti registrerat för val till kommunfullmäktige i Vingåkers kommun i Sverige. Vingåkerspartiet bildades 13 februari 2002 under namnet ”Vägen till Livskvalitet  – VtL”. Partiet framhåller vikten av helhetstänkande, samverkan och nytänkande. De vill göra kommunen attraktivt för barnfamiljer och på så sätt få fler människor till kommunen. Partiet har varit representerat i Vingåkers kommunfullmäktige sedan valet 2002.

## Historik
2013 lämnade Martin Larsson partiet för att istället kandiera för partiet Enhet. 
År 2014 fick partiet två mandat i Vingåkers kommunfullmäktige
År 2018 fick partiet ett mandat i Vingåkers kommunfullmäktige
År 2022 fick partiet en ny partiledare som heter Hans Ekelund
År 2022 fick partiet två mandat i Vingåkers kommunfullmäktige
Partiet hette från början Vägen till Livskvalitet men bytte namn 2018 till Vingåkerspartiet.